# Vyhlídka Karla IV.

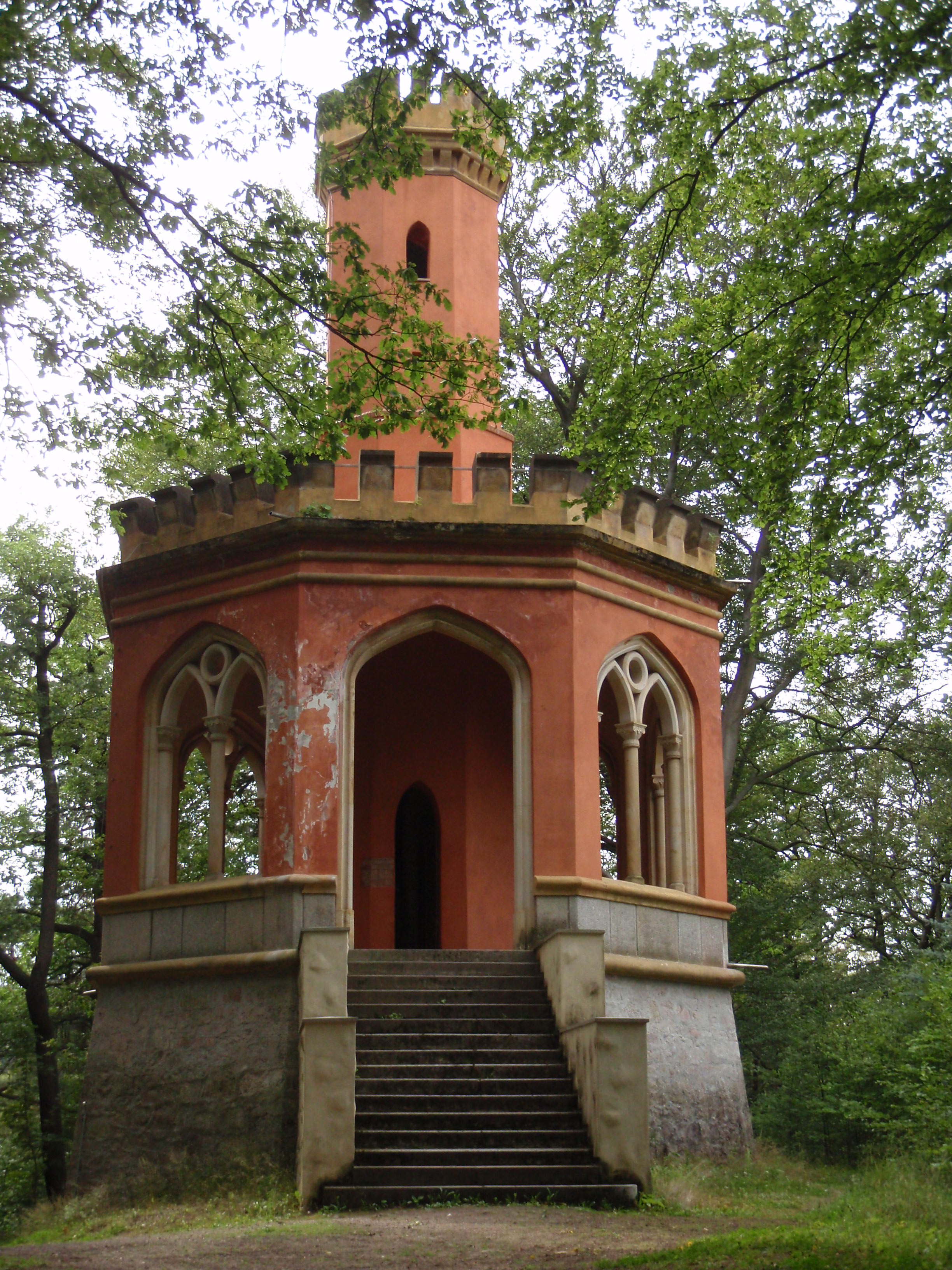
Vyhlídka Karla IV. (2011)

Vyhlídka Karla IV. (deutsch Aussichtspunkt Karls IV.) ist ein 1876/77 errichteter Aussichtsturm auf der 514 m hohen Anhöhe Jižní vrch (auch Hamerský vrch) bei Karlsbad (Karlovy Vary) in Tschechien.
Der Turm trug ursprünglich den Namen Franz-Josefs-Höhe und wurde nach dem Ende der Monarchie umbenannt.

## Technische Daten
- Gesamthöhe: 15 m
- Höhe der beiden Aussichtsplateaus: 9 m und 15 m
- Anzahl der Stufen (Wendeltreppe): 79
- Der Turm ist rund um die Uhr öffentlich und kostenlos zugänglich.

## Geschichte

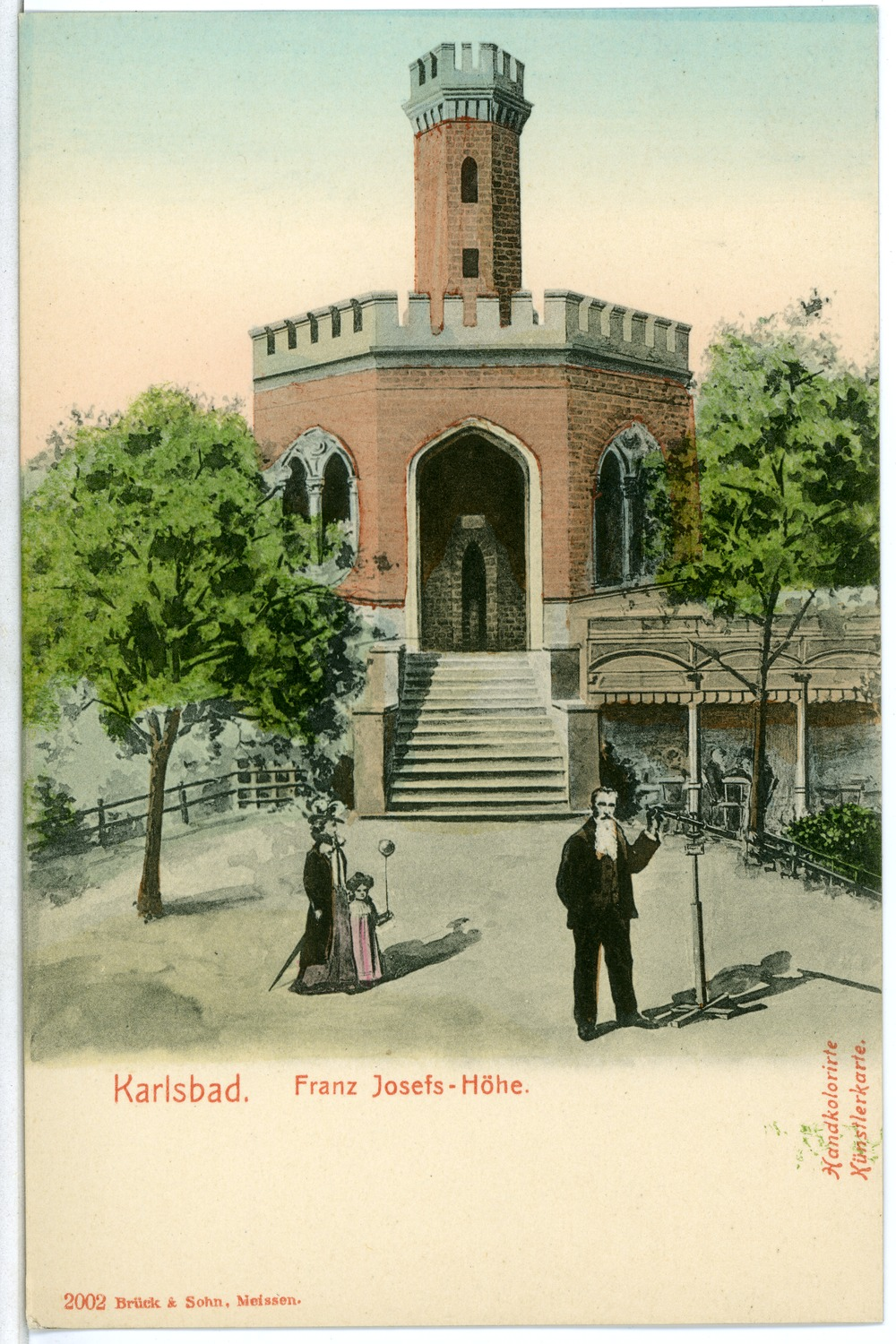
Franz-Josefs-Höhe im Jahre 1901

Die schöne Aussicht in der unmittelbaren Nähe von Karlsbad wurde für touristische Zwecke durch den Bau eines backsteinernen Aussichtsturmes im pseudogotischen Stil in Form eines arabischen Minaretts aufgewertet. Mit dem Turmbau wurde 1876 begonnen. Er ist damit der älteste Aussichtsturm in der Umgebung von Karlsbad. Seine Einweihung fand ein Jahr später unter dem Namen Franz-Josefs-Höhe statt. Am Endes des Ersten Weltkrieges erfolgte die Verkürzung auf Josefshöhe und nach 1945 wurde der Turm in Vyhlídka Karla IV. umbenannt.
Der Aussichtsturm steht seit 1958 unter staatlichem Denkmalschutz.

## Aussicht

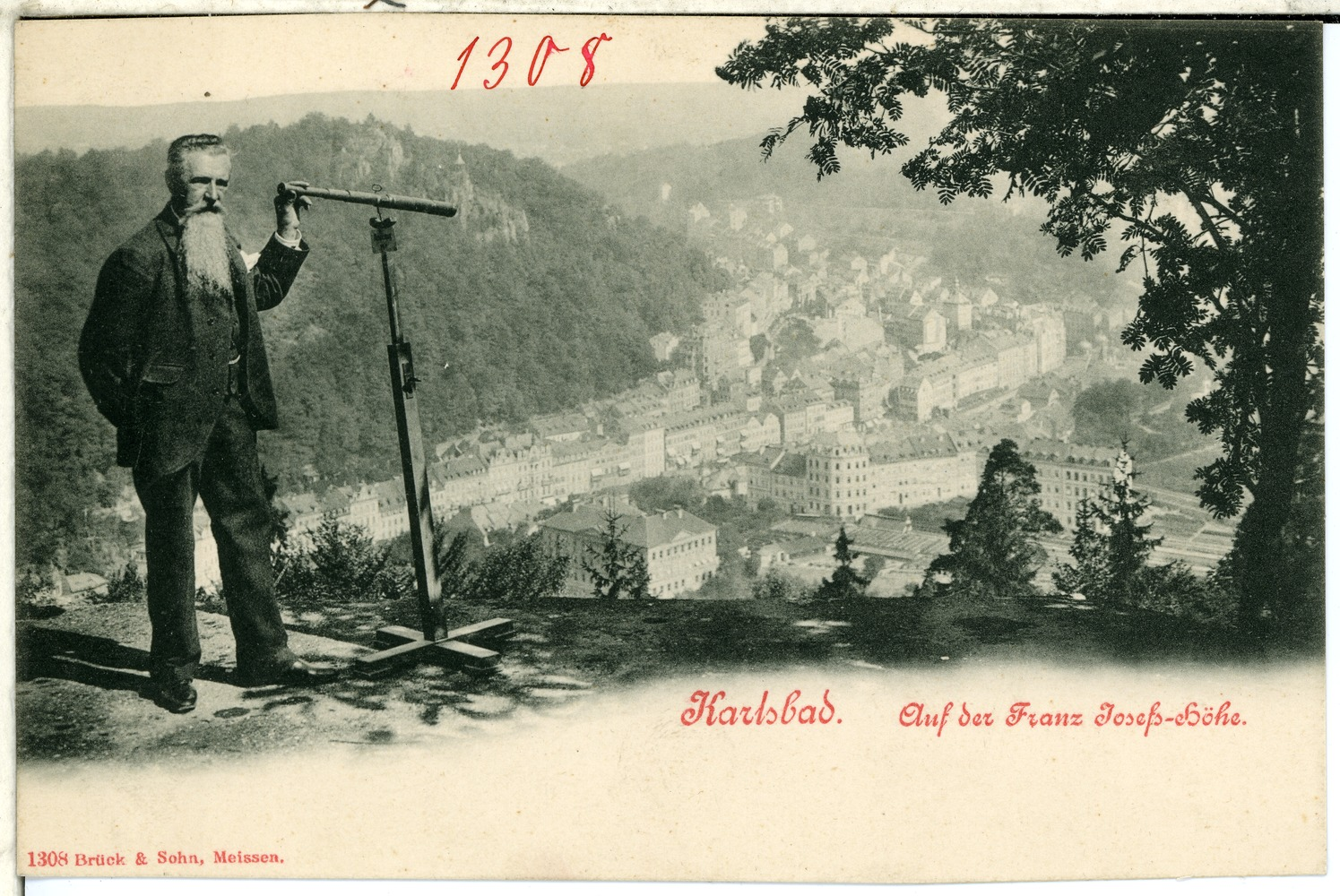
Auf der Franz-Josefs-Höhe mit Blick hinunter nach Karlsbad, 1899

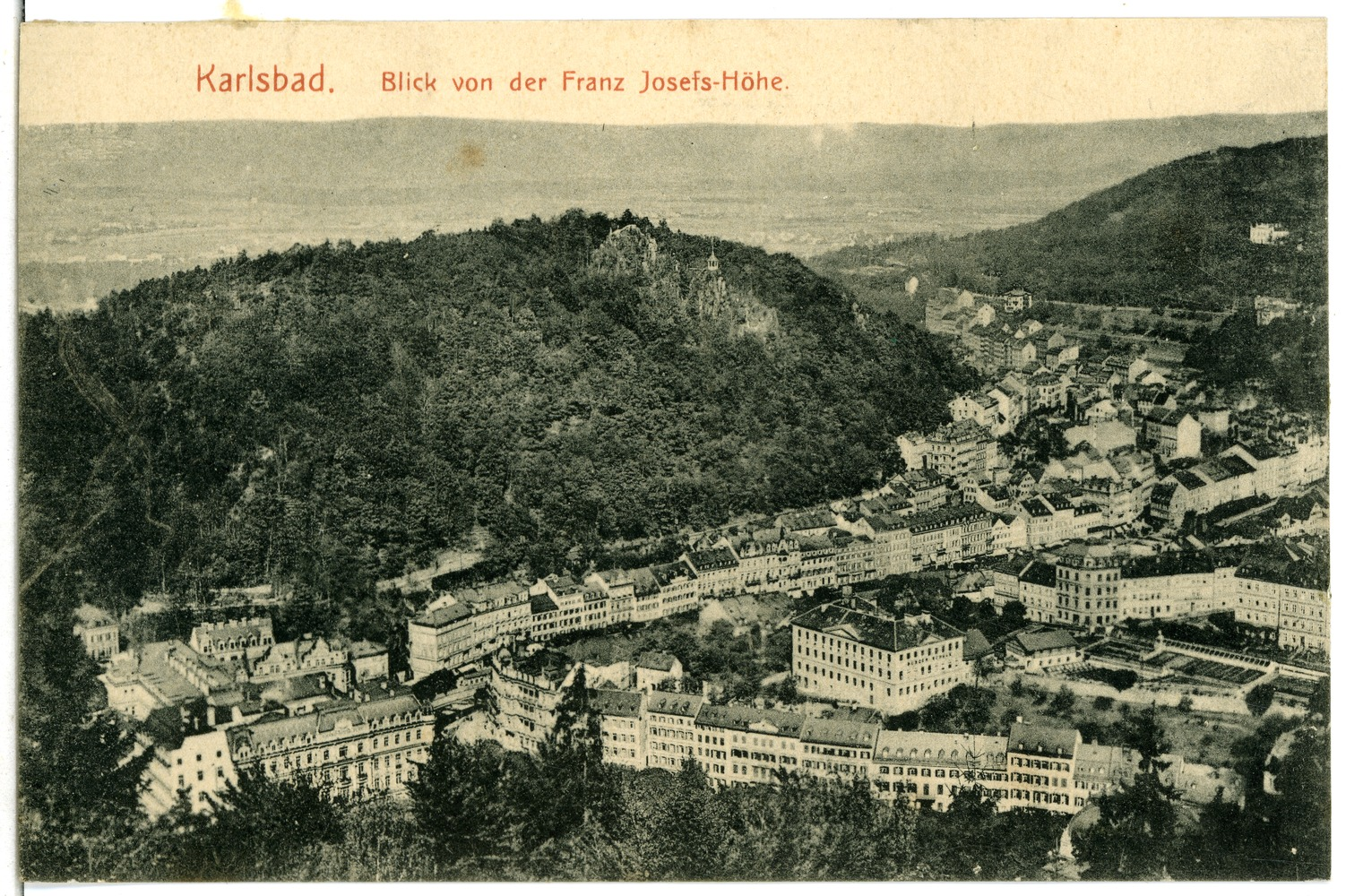
Blick von der Franz-Josefs-Höhe auf das Kurviertel von Karlsbad (1906)

Vom Turm bietet sich ein Ausblick über den Stadtwald auf das Kurviertel von Karlsbad, in Richtung Norden auf den Kamm des westlichen Erzgebirges mit dem Keilberg, nach Westen auf das Falkenauer Becken und nach Süden auf das Duppauer Gebirge.
Der Aussichtsturm ist vom Grandhotel Pupp in ca. 20 Minuten zu erreichen. Der bequemste Weg führt von der Mittelstation der Standseilbahn zur Diana durch den Wald aufwärts zum Aussichtsturm.